# Il balordo (romanzo)
Il balordo è un romanzo scritto da Piero Chiara nel 1967, dal quale è stato tratto nel 1978 uno sceneggiato televisivo diretto da Pino Passalacqua e interpretato fra gli altri da Tino Buazzelli.

## Trama
Anselmo Bordigoni esercita la professione di maestro elementare; ma, avendo perso il posto ad opera dei fascisti, comincia a mettere a frutto il suo talento di musicista ed entra in un'orchestrina organizzata da un certo Persichetti, detto "il Ginetta" a causa delle sue inclinazioni sessuali. Il Ginetta sarà la rovina del Bordigoni: gli ruba le composizioni musicali, che vende come proprie, e infine lo farà allontanare dal paese, e inviare al confino per «malcostume».
Nella sede di confino, Altavilla del Cilento, Bordigoni dirige la banda municipale, e la vocazione per la musica cresce "come la chioma di un albero". Gli abitanti prendono a benvolere quell'omone gigantesco e taciturno, che viene paragonato a un enorme albero, posto nella piazza del paese e chiamato dagli abitanti "il Buon Cazzone":
Sarebbe vano cercare chi per primo indicò il Bordigoni come "il Buon Cazzone", ma tutti, a cominciare dal maresciallo, si trovarono d'accordo nell'estendergli un nome che ad Altavilla equivaleva a un'onorificenza e che nessuno aveva mai meritato nella lunga vicenda di un luogo sdegnato dalla Storia, ma toccato dal privilegio di una pianta tale da compensare ogni altra fama d'artisti o condottieri, quali il Solimena che vi era stato in villeggiatura o Ruggero d'Altavilla che col paese aveva solo rapporti di omonimia..»
(Piero Chiara, Il balordo, Milano : Mondadori, I ed. Oscar Mondadori, 1972 pp. 81-83)
Ad Altavilla il Bordigoni è benvoluto da tutti. Viene la guerra e, nell'autunno del 1943 lo sbarco a Salerno. Gli Alleati vengono a conoscere la fama del Bordigoni e lo costringono a seguirli nella loro marcia lungo la Penisola verso il Nord Italia alla guida di un'orchestra formata da militari alleati. L'orchestra diretta dal Bordigoni va ovunque incontro a trionfi musicali. Infine il Bordigoni giunge con l'esercito americano al paese dal quale era stato cacciato, e questa volta viene accolto in trionfo come perseguitato politico ed eroe di guerra; viene nominato sindaco del paese e diventerà l'involontario promotore di un esperimento di democrazia diretta. La salute peggiora. Sul letto di morte chiede di essere seppellito sotto la cinta del cimitero e che sulla lapide ci sia la scritta «Qui riposa il Buon Cazzone»; quest'ultimo desiderio verrà disatteso.

## Critica
- «II Balordo non deluderà chi ha amato dello stesso autore Il piatto piange o La spartizione. Chiara persegue un ideale narrativo che tende a darci una immagine della realtà italiana attraverso un linguaggio controllato ma limpido, dovizioso ma non esuberante. Il nuovo personaggio di Piero Chiara, che aspirava evidentemente a una proiezione simbolica ma che vive con proprietà anche senza bisogno di implicazioni metafisiche, è un certo Anselmo Bordigoni, tipo tranquillo, che mostra un eccezionale dono musicale. [...] Si tratta di un personaggio che dice quietamente di no alla vita con il miglior garbo possibile, e quasi scusandosi dell'infrazione alle comuni opinioni. E si tratta anche di un uomo pulito. Nel suo "giro" accadono cose turpi, i mascalzoni si sprecano. Eppure Bordigoni è una corrente d'acqua pulita che sfiora i letami senza contaminarsi.» Pietro Bianchi, Il Giorno 3 maggio 1967.
- «Del suo quarto romanzo, il recente Balordo, si potrebbe dire, come si è fatto per gli altri, che si legge tutto d'un fiato. Non nel senso che esso prenda per la gola il lettore (una metafora inadeguata al carattere e all'energia del narratore, ma in un linguaggio più proprio si vorrebbe dire che ne conquista perentoriamente la fantasia e l'intelligenza), e lo trascini docile e succube tra gli intricati e irresistibilmente unitari meandri della immaginazione. Anzi lo "distrae" continuamente dal nucleo, con diversivi aneddotici che taglia e ricuce a sorpresa. Eppure violenza c'è, sottile, travestita, "subdola", sagace e cortese, la quale condiziona una lettura complice che insinua attraenti lusinghe ai più indifesi sentimenti e al repertorio più consolidato delle idee.» Walter Pedullà, La letteratura del benessere, Napoli: Libreria scientifica editrice, 1968
- «Ma spontaneo è il personaggio. Nitido il clima che lo circonda e che egli stesso, senza nulla volere, con letizia esistenziale, crea intorno a sé; così la simpatia e nostalgia. Non si mutuano queste cose in un piccolo "ambiente" dall'ampiezza e difformità delle fonti culturali come, invece, dall'"ambiente" si percepiscono, si amano e si rappresentano: l'"ambiente" come unica sorgente possibile. Ma sta di fatto che giusto nella provincia il rapporto nativo fra gli uomini ha potuto avere un "ambiente". Se non altro li più che altrove la leggenda del "balordo", non balordo davvero, resterà nella memoria di quanti lo ascoltavano e lo vedevano amministrare sul letto, con le braccia di fuori come "due grossi remi".» Raffaele Brignetti, «Antologia critica». In: Il Balordo; introduzione di Luigi Baldacci, Milano: Mondadori, 1979, p. 17
- «La sua (di Piero Chiara) autenticità era provata dalla naturalezza con la quale di colpo arricchiva la nostra carta letteraria di un nuovo paesaggio di fantasia, la lacustre Luino, còlta e piacevolmente stilizzata in una immagine subito accattivante. Il teatro dei, suoi personaggi, infatti, se da un lato si rappresentava sullo scenario di una società pigra e provinciale, dominata dal mito borghese della rispettabilità e da immortali abitudini, dall'altro lato era invece incredibilmente agitato da estri, umori, innocenti manie e spregiudicato gusto dell'avventura.» Geno Pampaloni, «Antologia critica». In: Il Balordo; introduzione di Luigi Baldacci, Milano: Mondadori, 1979, pp. 15-16

## Miniserie televisiva
Dal romanzo di Chiara è stato tratto l'omonima miniserie televisiva andata in onda in tre puntate dal 9 giugno al 23 giugno 1978, con la sceneggiatura di Lucia Drudi Demby e Paolo Morosi in collaborazione con Stefano Delli Colli, e la regia di Pino Passalacqua. Protagonista: Tino Buazzelli.